# Jan Wajzner
Jan Wajzner (Wayzner) (ur. 9 marca 1903 roku w Wyczerpach – rozstrzelany 21 czerwca 1940 roku w Palmirach) – doktor praw, generalny sekretarz Związku Polaków w Wolnym Mieście Gdańsku, sekretarz Obwodu Warszawa-Południe Obozu Zjednoczenia Narodowego w 1939 roku. 
Absolwent z 1922 IV Liceum Ogólnokształcącego w Częstochowie. Odznaczony Krzyżem NiepodległościAresztowany 24 maja 1940 r. w domu przy ul. Lekarskiej, osadzony na Pawiaku i w alei Szucha.